# Gianni Lenoci
Gianni Lenoci (* 6. Juni 1963 in Monopoli; † 30. September 2019) war ein italienischer Pianist, der sowohl im Bereich des Modern Jazz als auch der Improvisationsmusik und der Neuen Musik tätig war.

## Leben und Wirken
Lenoci absolvierte zunächst eine klassische Klavier-Ausbildung an der Accademia Nazionale di Santa Cecilia in Rom, um sich dann am Konservatorium von Bari mit elektronischer Musik zu beschäftigen; weiterhin studierte er Jazz-Piano bei Mal Waldron und Paul Bley und Komposition bei Giacomo Manzoni.
Lenoci war als Interpret Neuer Musik tätig: Sein Repertoire reicht von Erik Satie, Federico Mompou über Arnold Schönberg bis hin zu Morton Feldman und John Cage. Im Bereich des Jazz ist er sowohl solo als auch mit seinen eigenen Trios aufgetreten (zunächst mit Augusto Mancinelli und Roberto Gatto, dann mit Bruno Tommaso und Antonio Di Lorenzo, zuletzt mit Kent Carter und Bill Elgart), mit denen auch Aufnahmen veröffentlicht wurden. Mit Kent Carter und Bill Elgart legte er das Album Plaything (2014) vor.
Daneben hat er mit einer Vielzahl von Jazz- und Improvisationsmusikern gespielt, darunter Massimo Urbani, Steve Lacy, Steve Grossman, Harold Land, Bob Mover, Enrico Rava, Glenn Ferris, Eugenio Colombo, Don Moye, Han Bennink, Antonello Salis,  David Gross, Stefan Heckel, Paul Lovens, Sakis Papadimitriou/Georgia Sylleou, Jean-Jacques Avenel, John Betsch, Tiziana Ghiglioni und Beñat Achiary. Er nahm auch Alben mit Joëlle Léandre, mit Carlo Actis Dato, mit Markus Stockhausen, mit Steve Potts, mit Taylor Ho Bynum und mit William Parker auf. Zu hören ist er auch auf Nicola Contes Debütalbum Jet Sounds (2000); außerdem leitete er das Hocus Pocus Improvisers Orchestra. Posthum erschien 2021 das Album A Few Steps Beyond.
Lennoci hat als Interpret zahlreiche internationale Preise gewonnen.
Lenoci war auch der künstlerische Leiter von Il Tempo Sospeso, einem Festival für improvisierte Musik in Santo Stefano di Sessanio. Angeblich verfasste er ein Manuale del jazzista imperfetto. Seit 1990 unterrichtete er am Konservatorium „Nino Rota“ in seiner Heimatstadt.